# Ceroctis interna
Ceroctis interna là một loài bọ cánh cứng trong họ Meloidae. Loài này được Harold miêu tả khoa học năm 1879.